# Bombicol
El bombicol es una feromona producida por la hembra de la mariposa de la seda (Bombyx mori) que provoca la atracción sexual del macho.
Es secretado por los sáculos laterales abdominales de la hembra y percibido por las sensilias de las antenas del macho. Produce una reacción en el macho de vibración de las alas, caminar y girar en la dirección de la corriente de aire. Bajo condiciones de laboratorio, esta sustancia es detectada por las células olfatorias de las mariposas macho a concentraciones tan bajas como una molécula por cada 1017 de aire. También se la ha encontrado en la mariposa de la seda silvestre,  Bombyx mandarina.
Fue descubierta por Adolf Butenandt en 1959; fue la primera feromona descrita químicamente. Se puede sintetizar la feromona y usar pequeñas cantidades para atrapar a los machos con fines de estudio.
Se conocen por lo menos 530 feromonas producidas por hembras de Lepidoptera (y algunas producidas por machos), de las cuales, bombicol es posiblemente la más estudiada.

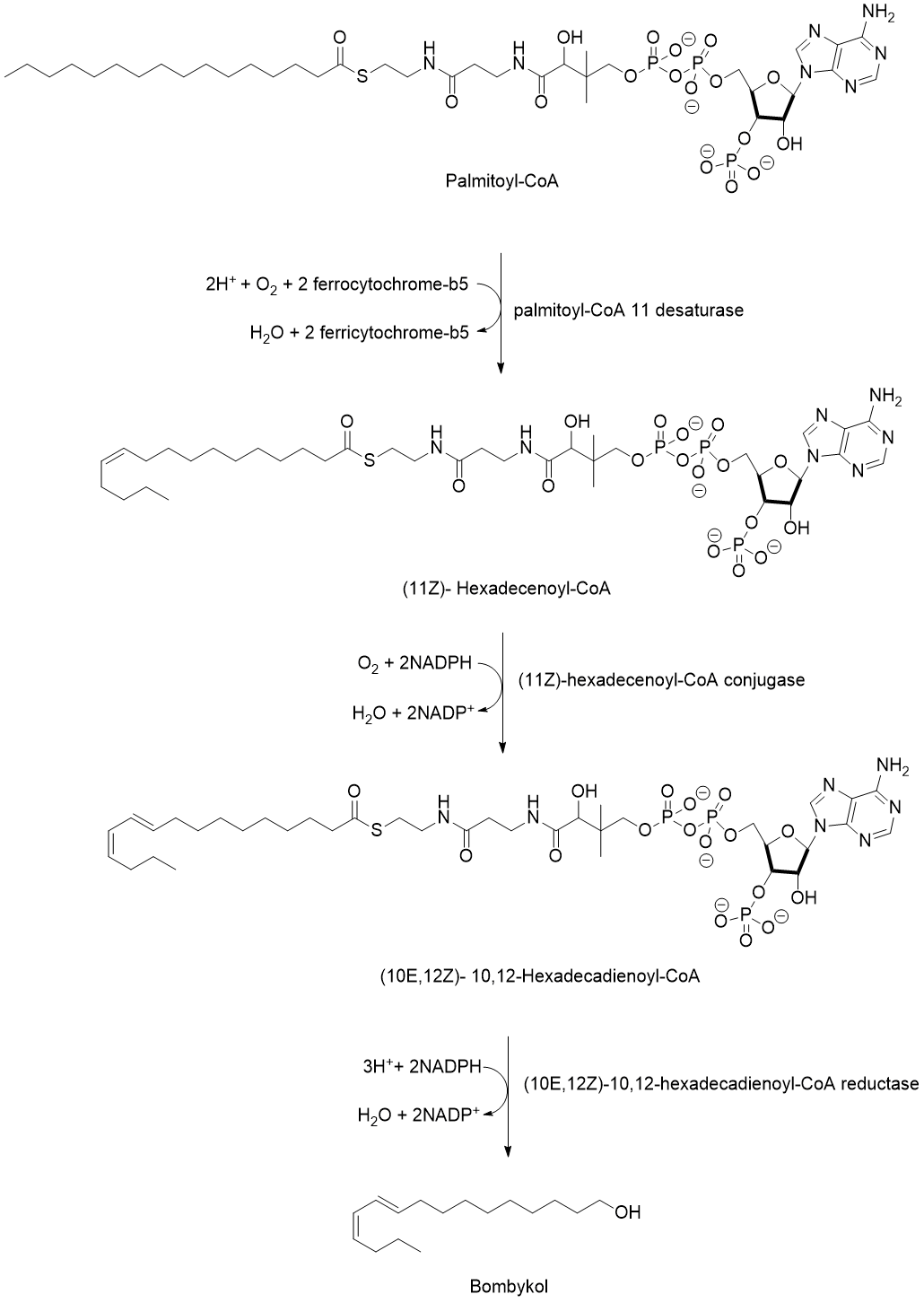
Biosíntesis de bombicol a partir de palmitoil-CoA